# 電子對湮滅

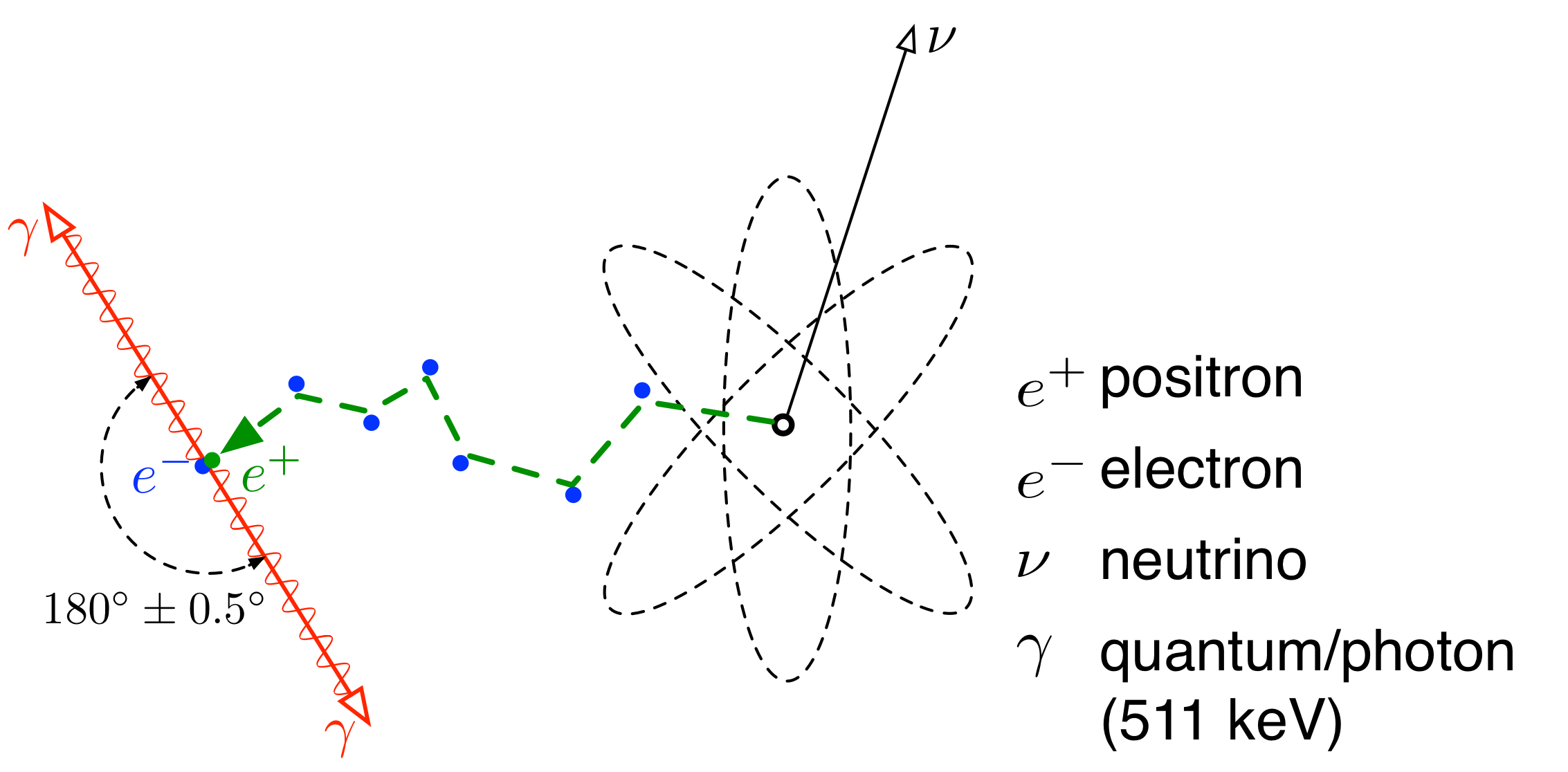
自然發生的電子－正电子對湮沒

電子－正电子對湮沒的费曼图

電子對湮滅是指電子
e−
和正电子
e+
（電子的反粒子）碰撞後湮滅，產生伽马射线或是其他更高能量粒子的過程：

e−
 + 
e+
 → 
γ
 + 
γ

此過程滿足以下的守恆定律：
- 电荷守恒定律，反應前後的總電荷均為零。
- 動量及能量守恆，因此不允許產生單一個伽马射线。
- 角動量守恆。

和其他有帶電的粒子一樣，電子和正电子也可以彼此影響（例如彈性散射）而不湮滅。

## 低能量的情形
最終狀態只有幾種可能，機率最大的是產生二個或多個伽马射线的光子，由於動量守恆及能量守恆的限制，不允許產生單一光子。（不過若電子是緊密被原子束縛，就有可能只產生單一光子。）最常見的是產生二個光子，每個光子的能量都等於電子或是正电子的不变质量511 keV。一般會選用动量中心系為参考系，使得湮滅前的總動量為零，因此湮滅後的伽马射线會往相反方向發射。有時也會產生三個光子，因為在某些角動量的狀態下，需要維持电荷宇称的守恆。以機率上來看有可能產生任意數量的光子，但每多產生一個光子，其機率都再低一些，因為其過程更加複雜，機率幅也越低。
由於中微子的質量較電子小，因此有可能在湮滅後產生中微子－反中微子對，但其可能性極低。只要某個粒子和電子一起參與某種基本相互作用，又沒有受到守恆定律的限制，都可能在電子對湮滅後產生此粒子，只是尚未找到其他的粒子有這樣的特性。

## 高能量的情形
若電子或正子有相當的動能，會可能產生其他較重的的粒子（像D介子），也有可能會產生光子及其他較輕的粒子，不過要更高的能量下才會發生。
若能量接近甚至超過弱相互作用介子（W及Z玻色子）的質量，弱相互作用力的強度接近電磁力的強度，因此比較容易產生像中微子等只參與弱交互作用的粒子。
利用粒子加速器進行電子對湮滅，所產生的最重粒子對是
W+
–
W−
粒子對，所產生的單一粒子是Z玻色子。建造国际直线对撞机的目的也是想用此方式產生希格斯玻色子。

## 用途
電子對湮滅是正電子發射計算機斷層掃描（PET）及正子湮滅能譜學（PAS）的物理基礎。電子對湮滅也可以用來量測金屬中费米面及能带结构。

## 逆過程
電子對湮滅的逆過程是電子－正電子產生，是一種成對產生，由雙光子物理學的一部份。